# 柳家権太楼 (3代目)
三代目 柳家 権太楼（やなぎや ごんたろう、1947年1月24日 - ）は、東京都北区出身の落語家である。本名：梅原 健治。落語協会所属、同協会相談役。出囃子は『金比羅船々』。
現在の落語界を代表する爆笑派。十八番の『代書屋』で知られる。

## 来歴
明治学院大学落語研究会で活躍。大学卒業後の1970年4月1日、五代目柳家つばめに弟子入り。前座名柳家ほたるを名乗る。前座時代には立川寸志、林家種平、林家公平の4人で「少女ふれんど」というバンドを結成しレコードを出している。1974年9月に師匠つばめが死去したため、大師匠である五代目柳家小さん門下に直る。
1975年11月、古今亭八朝、林家らぶ平と共に二ツ目昇進。柳家さん光と改名した。1980年代の落語協会では真打昇進試験が導入されていたが、さん光には抜擢昇進のチャンスが与えられた。異例の「抜擢試験」が行われ、これに合格する。
1982年9月に18人抜きで真打に昇進し三代目柳家権太楼を襲名した。1982年当時の落語界において、古今亭志ん朝、春風亭小朝（ともに36人抜き）に次ぐ3位であり、2019年現在は四代目三遊亭圓歌と並んで歴代7位タイの記録である。
2001年、落語協会常務理事に就任。2010年に退任。2014年、落語協会監事に就任。2020年8月に監事を退任し、相談役に就任した。
2025年1月、自身のSNSにおいて食道がんと診断されたことを公表し、療養に専念するため1月一杯は休席したうえで、2月以降は治療経過と体調をみながら高座復帰を目指すとした。

## 芸歴
- 1970年4月 - 五代目柳家つばめに入門、前座名「ほたる」。
- 1974年9月 - 師匠つばめ死去、五代目柳家小さん門下となる。
- 1975年11月 - 二ツ目昇進、「さん光」と改名。
- 1982年9月 - 真打昇進、「三代目柳家権太楼」を襲名。

## 役職
- 2001年10月 - 落語協会理事付役員
- 2006年6月 - 落語協会常任理事
- 2010年 - 常任理事退任
- 2014年 - 落語協会監事
- 2020年8月 - 落語協会相談役

## 人物
- 趣味∶ゴルフと読売ジャイアンツの応援。
- 愛称∶「ゴンさま」。
- NHK『お達者くらぶ』にレギュラー出演し、軽快な語り口で人気を呼ぶ。
- 倍賞美津子と幼なじみで、同学年、小学校・中学校とが同じ。
- 元日本ハムファイターズの広瀬哲朗が、落語好きで権太楼のファンという縁もあってテレビ番組の企画で広瀬が権太楼に弟子入りし、短いが寄席で落語を披露したことがある。

## 演目
- 青菜
- 井戸の茶碗
- うどん屋
- 鰻の幇間
- お化け長屋
- 御神酒徳利
- 火焔太鼓
- 笠碁
- 鰍沢
- くしゃみ講釈
- 甲府い
- 子別れ
- 質屋庫
- 死神
- 芝浜
- 心眼
- 疝気の虫
- 代書屋
- たちきり
- 茶の湯
- 長短
- ちりとてちん
- 佃祭
- 天狗裁き
- 二番煎じ
- 睨み返し
- 抜け雀
- 猫の災難
- 鼠穴
- 花見の仇討
- 一人酒盛
- 百年目
- 不動坊
- 船徳
- 文七元結
- へっつい幽霊
- 宿屋の仇討
- 藪入り
- 幽霊の辻
- らくだ

### 廓噺
- 幾代餅
- 居残り佐平次
- 三枚起請

### 政談
- 大工調べ
- 唐茄子屋政談

## 受賞歴
- 1978年11月∶NHK新人落語コンクール優秀賞
- 1980年1月∶昭和54年度日本演芸大賞ホープ賞
- 1987年2月∶昭和61年度若手演芸大賞
- 2011年∶平成23年度（第62回）芸術選奨文部科学大臣賞大衆芸能部門受賞[4]
- 2013年∶紫綬褒章受賞[5]

## 弟子

### 真打
- 三代目柳家甚語楼
- 柳家我太楼
- 三代目柳家東三楼
- 柳家燕弥
- 柳家権之助
- 柳家福多楼

### 元弟子
- 柳家三太楼 - 三遊亭小遊三門下へ

## 著書
- 『江戸が息づく古典落語50席』（PHP研究所〈PHP文庫〉、2005年2月）ISBN 978-4569663029
- 『権太楼の大落語論』（彩流社、塚越孝・聞き手、2006年4月）ISBN 978-4779111426
- 『落語家魂！ - 爆笑派・柳家権太楼の了見』（中央公論新社、長井好弘・編、2018年5月）ISBN 978-4120050817
- 『心眼 柳家権太楼』 写真・大森克己（平凡社、2020年3月）ISBN 978-4582654103

## 出演
- Changeの瞬間 〜がんサバイバーストーリー〜（2023年4月9日・16日、朝日放送ラジオ）[6]